# Mikko Niskanen
Pour les articles homonymes, voir Niskanen.
Mikko Niskanen, né le 31 janvier 1929 à Äänekoski et mort le 25 novembre 1990 à Helsinki,  est un réalisateur finlandais.

## Filmographie

### Réalisateur
- 1962 : The Boys (Pojat)
- 1963 : Sissit
- 1963 : Hopeaa rajan takaa
- 1966 : Amour libre (Käpy selän alla)
- 1967 : Une jeune fille finlandaise (Lapualaismorsian)
- 1968 : Les Moutons d'asphalt (Asfalttilampaat)
- 1971 : Le Chant de la fleur écarlate (Laulu tulipunaisesta kukasta)
- 1972 : Les Huit Balles Meurtrieres (Kahdeksan surmanluotia) (mini-série)
- 1977 : Pulakapina
- 1978 : Rien ne sera pareil en automne (Syksyllä kaikki on toisin)
- 1982 : Course forcée (Ajolähtö)
- 1983 : Mona et le temps de l'amour flamboyant (Mona ja palavan rakkauden aika)
- 1986 : Life's Hardy Men (Elämän vonkamies)
- 1988 : The Timbercamp Tales (Nuoruuteni savotat)